# ロベルト・マザン
ローベルト・マザーン（Róbert Mazáň, 1994年2月9日 - ）は、スロバキア・トレンチーン県トレンチーン出身のサッカー選手。ブルガリア・ファーストリーグ・ヘバル・パザルジク所属。ポジションはディフェンダー。スロバキア代表。

## 来歴
地元のASトレンチーンに入団後、2011年11月の国内リーグフォルトゥナ・リーガのFC DAC 1904ドゥナイスカー・ストレダ戦でプロデビューし、2-0で勝利。2014年2月2日にFKセニツァに移籍し、以降MŠKジリナなどでプレーし、中心選手として活躍した。
2018年1月5日、スペイン・プリメーラ・ディビシオンのセルタ・デ・ビーゴと2022年までの契約を締結した。
2019年7月24日、CDテネリフェへと期限付き移籍をした。
2020年9月11日、FKムラダー・ボレスラフに移籍した。

## 代表歴
2011年からユース世代のスロバキア代表に招集され、2017年9月の2018 FIFAワールドカップ・ヨーロッパ予選の対スロベニア、イングランド戦に、フル代表メンバーに初招集。翌10月の同じくワールドカップ予選の対マルタ戦で、フル代表デビューを果たした。

## タイトル
ジリナ
- フォルトゥナ・リーガ: 2016-17